# Highwayman (album The Highwaymen)
Highwayman è il primo album in studio del supergruppo musicale statunitense The Highwaymen, pubblicato nel 1985.

## Tracce
1. Highwayman – 3:00 (Jimmy Webb)
2. The Last Cowboy Song – 3:08 (Ed Bruce, Ron Peterson)
3. Jim, I Wore a Tie Today – 3:20 (Cindy Walker)
4. Big River – 2:45 (Johnny Cash)
5. Committed to Parkview – 3:18 (Cash)
6. Desperados Waiting for a Train – 4:34 (Guy Clark)
7. Deportee (Plane Wreck at Los Gatos) – 3:45 (Woody Guthrie, Martin Hoffman)
8. Welfare Line – 2:34 (Paul Kennerley)
9. Against the Wind – 3:46 (Bob Seger)
10. The Twentieth Century Is Almost Over – 3:33 (Steve Goodman, John Prine)

## Formazione
The Highwaymen
- Willie Nelson - voce, chitarra
- Johnny Cash - voce
- Waylon Jennings - voce, chitarra
- Kris Kristofferson - voce

Altri musicisti
- J. R. Cobb - chitarra
- Gene Chrisman - batteria
- Paul Davis - tastiera, cori
- Bobby Emmons - tastiera
- Mike Leech - basso
- Chips Moman - chitarra, cori
- Mickey Raphael - armonica
- Johnny Rodriguez - cori
- Marty Stuart - chitarra, mandolino
- Jimmy Tittle - basso
- Bobby Wood - tastiera
- Reggie Young - chitarra